# José Domínguez Abascal
José Domínguez Abascal (Sevilla, 19 de noviembre de 1953-1 de junio de 2024) fue un ingeniero industrial y catedrático español. Titular de la Secretaría de Estado de Energía del Ministerio para la Transición Ecológica, en el Gobierno de España (junio de 2018-enero de 2020). Posteriormente fue presidente de Envision Group en España (desde junio de 2022 hasta su fallecimiento).

## Biografía
Catedrático de Estructuras de la Escuela de Ingenieros de la Universidad de Sevilla y, desde 2008 hasta 2015, fue secretario general técnico de Abengoa, así como asesor del anterior presidente en temas de I+D y tecnología. Fue presidente de Abengoa entre septiembre de 2015 y marzo de 2016.
También era doctor ingeniero industrial (1977) por la Universidad de Sevilla. Fue investigador en el Instituto Tecnológico de Massachusetts (MIT) (1978 y 1979). Ha sido vicerrector de la Universidad de Sevilla (1990-1992) y director de su Escuela de Ingenieros (1993-1998).
Entre 2004 y 2008, fue responsable del sistema universitario y de I+D en el gobierno de la Junta de Andalucía como Secretario General de Universidades, Investigación y Tecnología.
Como investigador, contribuyó en los campos de la Mecánica Computacional y Mecánica de Medios Continuos. Fue impulsor en España de una escuela de investigadores en métodos computacionales en ingeniería. Es autor de más de 200 investigaciones científicas y autor de sendos libros publicados en Estados Unidos y el Reino Unido. Es autor de cálculos de estructuras singulares como la del Palenque de la EXPO'92 y asesor en temas estructurales en numerosos trabajos en los sectores de construcción e industrial. 
Fue miembro de la Real Academia de Ingeniería de España y la Academia Europæa, la Real Academia Sevillana de Ciencias, y Fellow de la American Society of Civil Engineers.
Fue desde agosto de 2017 a junio de 2018 profesor invitado en la Harvard Kennedy School y Fellow del Real Colegio Complutense en Harvard University.
En junio de 2018, fue nombrado Secretario de Estado de Energía por el Consejo de Ministros. Como tal fue Presidente del Instituto para la Diversificación y Ahorro de la Energía (IDAE), y miembro del consejo de administración de la Sociedad Estatal de Participaciones Industriales (SEPI).
Cesó en el cargo de Secretario de Estado de Energía el 18 de enero de 2020, reincorporándose a la Universidad de Sevilla. Desde junio de 2022 hasta el día de su fallecimiento ocupó la presidencia de la multinacional Envision Group en España.
Murió el 1 de junio de 2024 tras una larga enfermedad.

## Reconocimientos
- Premio Nacional de Investigación Leonardo Torres Quevedo (2004).
- Premio Nacional de Restauración de Bienes Culturales (2006).[9]
- Doctor honoris causa por la Universidad de Granada (2018).[10]
- Doctor honoris causa por la Universidad de las Palmas de Gran Canaria (2022).[11]